# Sonia Pioseczna
Sonia Pioseczna, z d. Szczęsna (ur. 13 listopada 1944) – polska lekkoatletka, specjalizująca się w rzucie dyskiem, medalistka mistrzostw Polski.

## Kariera sportowa
Była zawodniczką Górnika Zabrze.
Na mistrzostwach Polski seniorek na otwartym stadionie zdobyła jeden medal: srebrny w rzucie dyskiem w 1970. 
Rekord życiowy w rzucie dyskiem: 50,56 (30.05.1971).